# الطريق الأوروبي E56
الطريق الأوروبي E56 هو طريق من شبكة الطرق الأوروبية الدولية.يبدأ في نورنبرغ بألمانيا وينتهي في ساتليدت بالنمسا.